# Benincasa
Benincasa är ett släkte av gurkväxter. Benincasa ingår i familjen gurkväxter.
Arter enligt Catalogue of Life:
- Benincasa fistulosa
- Benincasa hispida
- Benincasa pruriens

## Bildgalleri

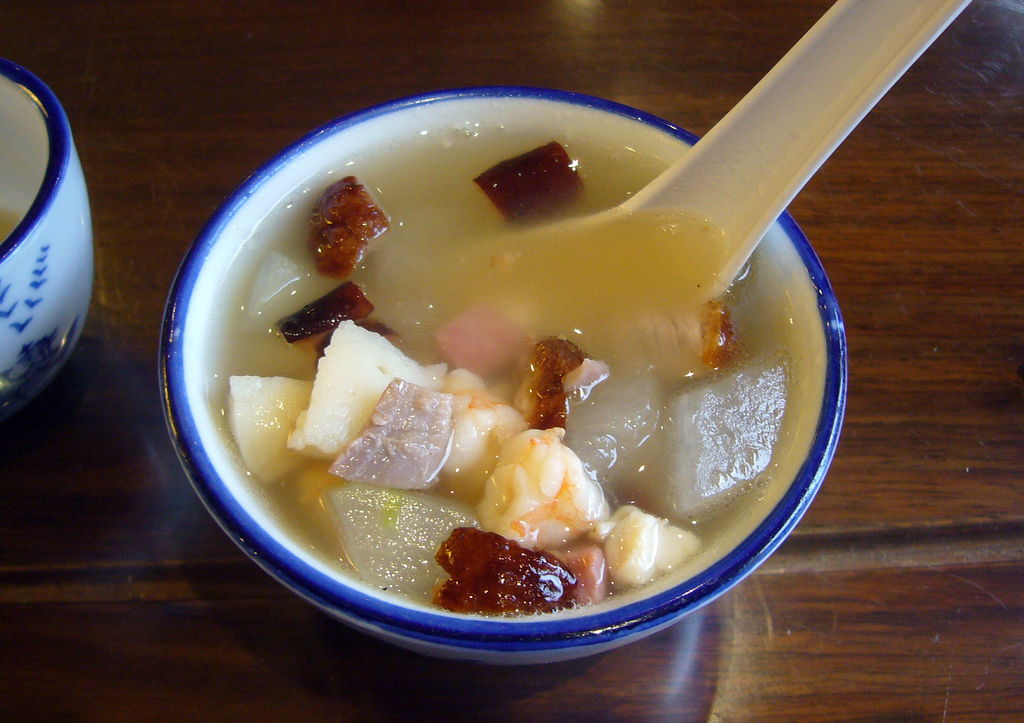
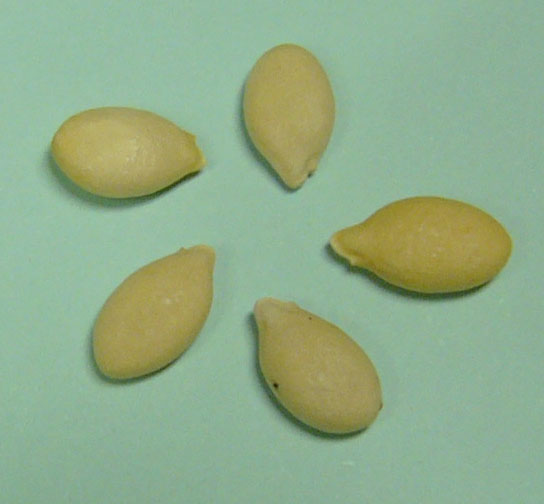
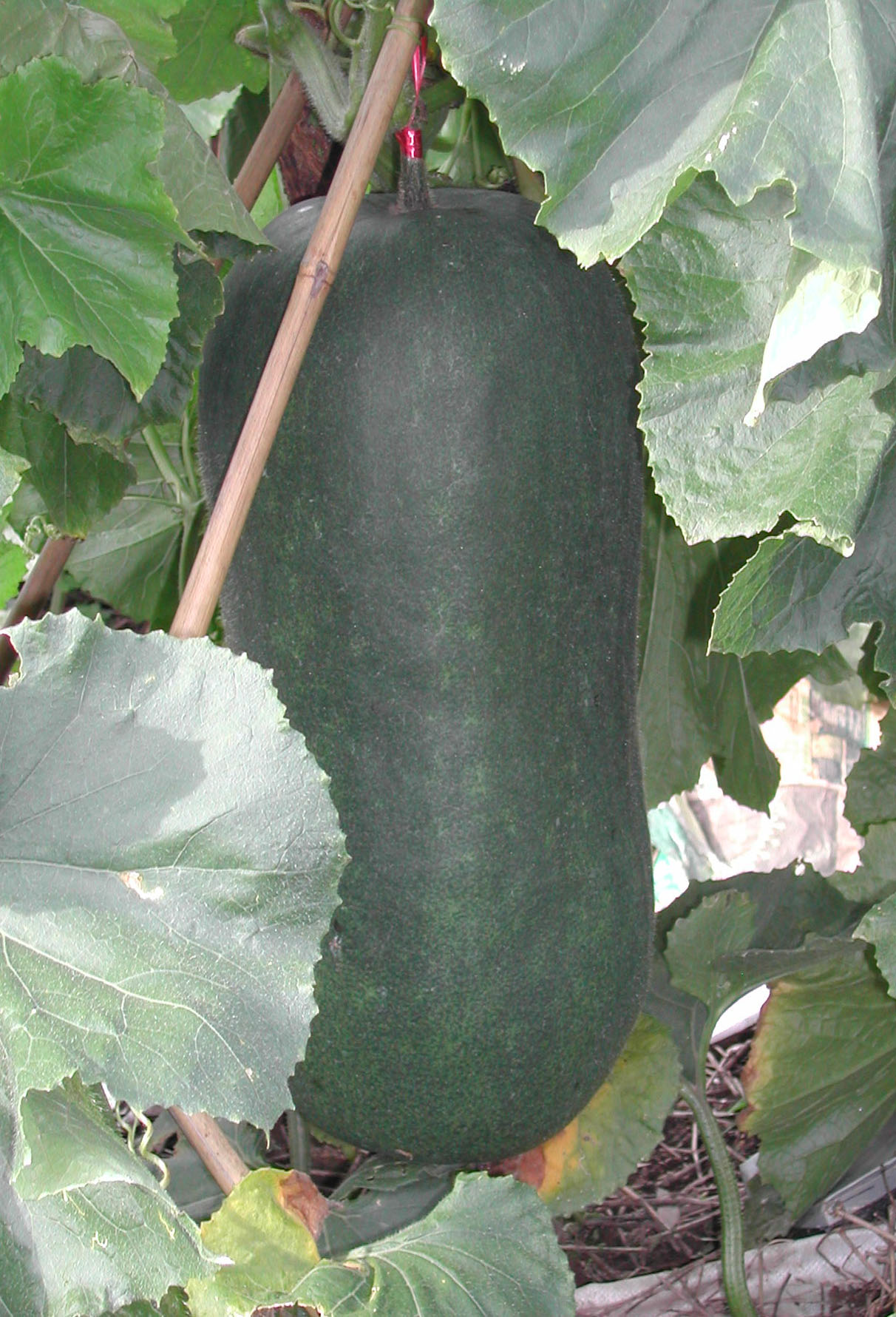
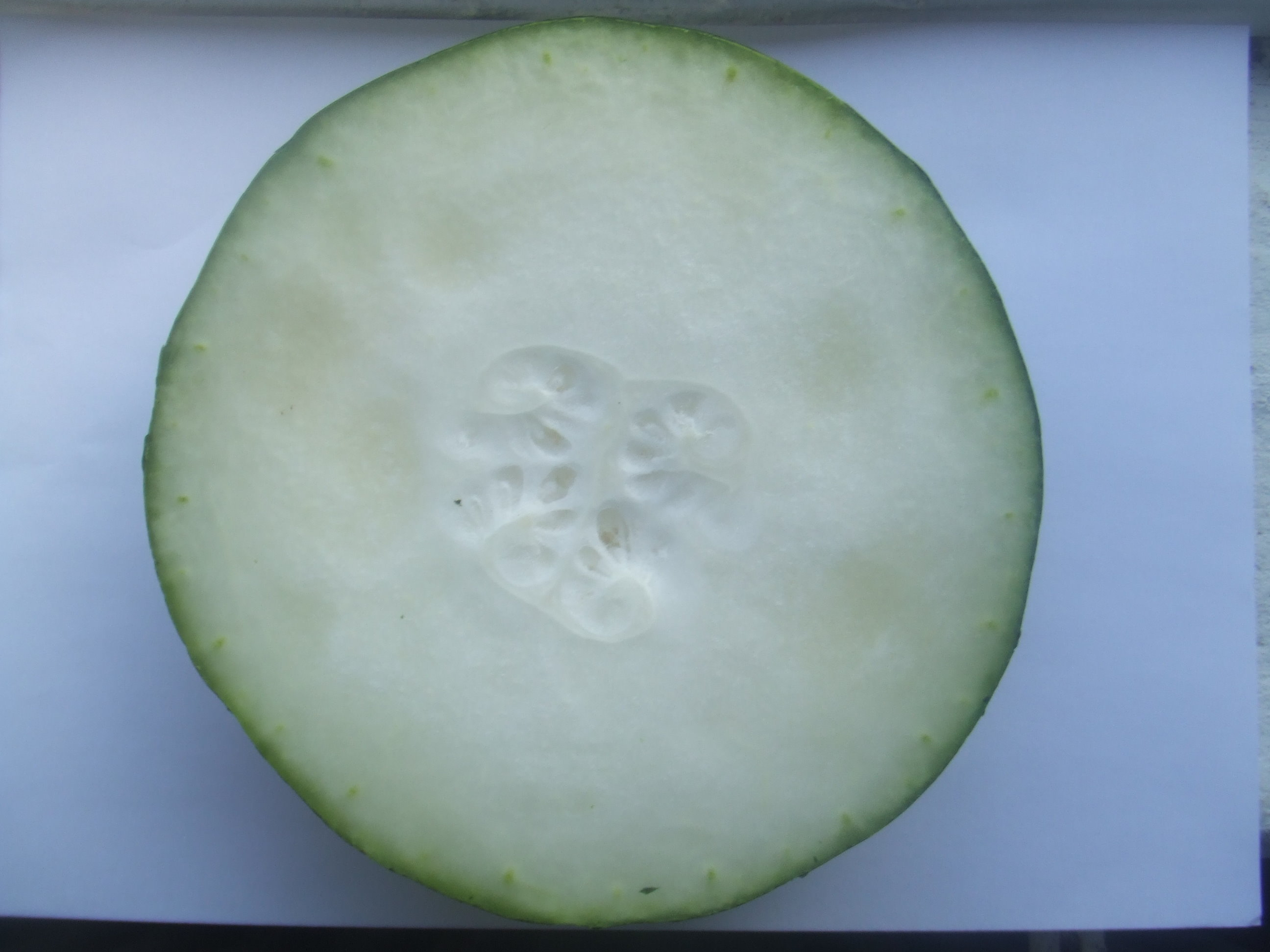
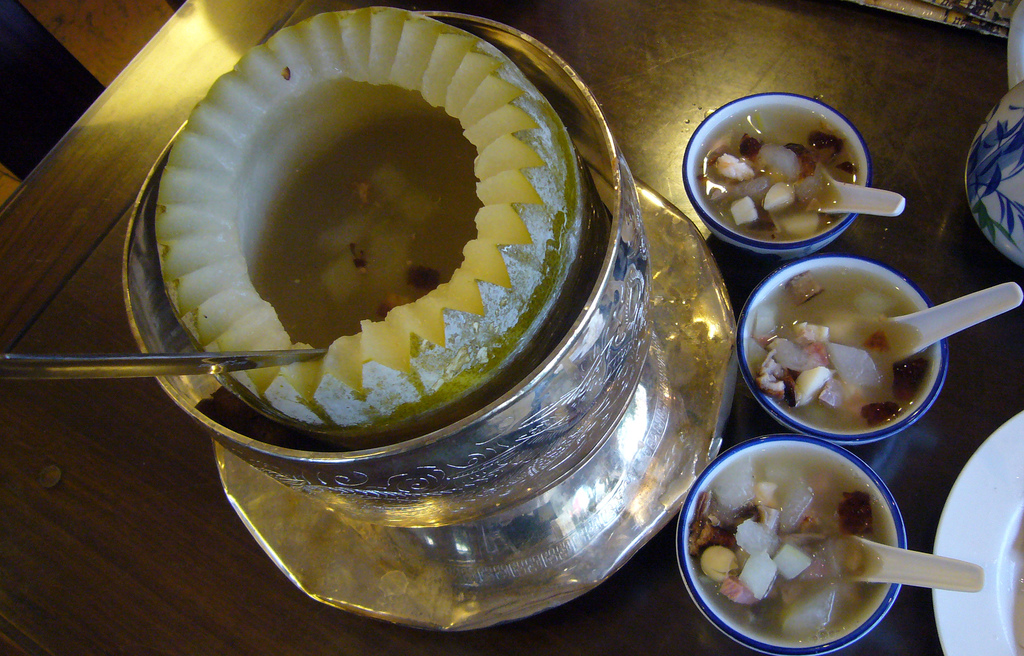
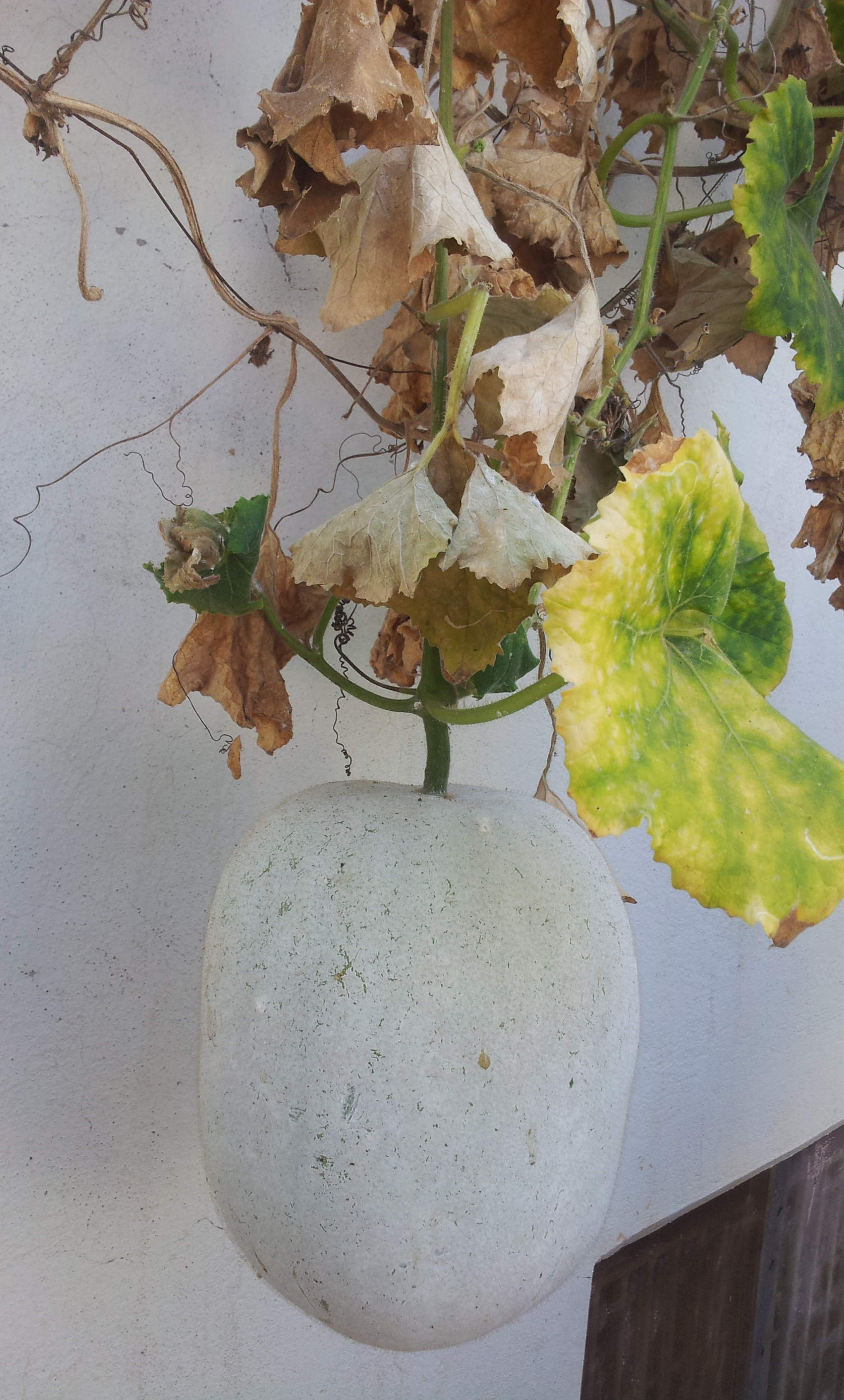